# Dario Saletta
Dario Saletta (Torre Pellice, 1959 – Collegno, 26 marzo 2010) è stato un hockeista su ghiaccio e dirigente sportivo italiano.

## Carriera
Difensore, ha esordito con la maglia dell'Hockey Club Valpellice a quindici anni, nella stagione 1974-1975 in serie B. Con la maglia numero 4 (ritirata poi dalla squadra nel 2011) ha giocato per tutta la sua carriera con la compagine piemontese, fino alla stagione 1991-92, tra la serie C e la serie A (dal 1976 al 1983).
Non ha mai vestito la maglia della nazionale maggiore, pur essendo stato convocato per le Olimpiadi di Sarajevo 1984. A livello giovanile vanta invece il titolo europeo under-20, vinto in Olanda nel 1978.
Coinvolto dalla figlia Carola, giocatrice di hockey su ghiaccio nelle file del Real Torino HC, ha cominciato ad occuparsi di hockey su ghiaccio femminile come dirigente, divenendo nel 2006, dopo la nomina a consigliere federale, responsabile FISG del settore. Sotto la sua guida l'Italia ha ospitato, proprio a Torre Pellice nel 2009, i mondiali femminili di II divisione.
È scomparso il 26 marzo 2010, a causa di un infarto.